# Cloche de Batoche
Pour les articles homonymes, voir Batoche.
La cloche de Batoche est une cloche d'église en argent d'une masse de 20 livres, elle fut saisie en 1885 comme butin de guerre de la communauté métisse de Batoche (maintenant en Saskatchewan) par des soldats ontariens, après leur victoire à la bataille de Batoche contre la Rébellion du Nord-Ouest. Elle est une des 20 cloches commandées en 1879 par Mgr Vital Grandin et identifiable par l'inscription Vital-Justin Grandin, évêque de Saint-Albert.

## Origine de la cloche
En 1884, un missionnaire breton (rennais) venu de France,,, le père Julien Moulin de l'église de paroisse de Batoche, deux ans après avoir remplacé le père Valentin Végreville a demandé une cloche pour son église.

Selon la coutume, la cloche a été « baptisée » par l'évêque local, qui était Vital-Justin Grandin du diocèse de Saint-Albert le 2 septembre 1884. Il alors été donné à cette cloche le nom « Marie-Antoinette » en lui apposant l'inscription « Vital-Justin Grandin, évêque de Saint-Albert ».

## Saisie
Pendant la Rébellion du Nord-Ouest, la communauté de Batoche a servi comme capitale de la rébellion métisse. Après plusieurs pertes pour les Métis et leurs alliés indigènes à Duck Lake, Fort Pitt, Fish Creek, et Cut Knife, la milice canadienne (sous l'officier britannique Middleton) a finalement réussi à écraser la résistance métisse à Batoche. Ils y ont capturé le chef métis, Louis Riel.
La cloche de Batoche a été saisie par les soldats victorieux et apportée en Ontario. À Millbrook, la ville d'origine de quelques soldats, elle resta accrochée pendant plusieurs décennies dans la caserne de pompiers. En 1991, elle était conservée dans la salle de la Légion royale canadienne de Millbrook.

## Polémique et vol
Les Métis de Saskatchewan avaient essayé plusieurs fois depuis 1885 de récupérer la cloche. En 1990, ils ont envoyé une autre demande pour son retour. Un rapport de CBC sur la réaction à cette demande a cité un membre de la légion de Millbrook qui a dit : « Vous avez essayé de détruire le pays et nous vous avons arrêté... Maintenant nous avons la cloche. Elle est à nous. »
En octobre 1991, Yvon Dumont, président de la Fédération des Métis du Manitoba, a visité la salle de légion où la cloche a été gardée, accompagné de plusieurs autres Métis. On les a photographiés devant la cloche.
Une semaine plus tard, la cloche a été volée pendant la nuit. On a pris aussi quelques médailles d'un sergent Ed McCorry, un soldat de Millbrook qui avait été présent à la bataille de Batoche.
Depuis cet incident, le lieu où se trouve la cloche n'est pas publiquement connu. Yvon Dumont a dit qu'il ne connaissait pas l'identité des voleurs, mais plus tard il a dit : « si c'est une personne métisse qui l'a fait, je considérerais cette personne comme un héros, pas un criminel. »
Dans un article de Globe and Mail du 8 octobre 2005, Gary Floyd Guiboche, un métis du Manitoba qui a visité la cloche avec Dumont en 1991, a admis avoir volé la cloche. Il a refusé d'identifier son associé dans le vol, qui, a-t-il dit « a caché la cloche trop long sans aucune raison. »  Il dit que son associé avait pris les médailles de McCorry en tant que « remboursement ».
En 2015, elle disparaît de la voûte du Centre du patrimoine de la Société historique de Saint-Boniface, à Winnipeg où elle avait été entreposée en attendant que le diocèse de Prince Albert parvienne à un accord sur l'appartenance de la cloche. Deux hommes se présentant comme des membres de la Première Nation de Frog Lake ont pris possession de la cloche.